# Трауматска неуроза
Трауматска неуроза је психички поремећај проузрокован неким доживљајем (несрећа, дуготрајно стресно стање), за који је особа од тада фиксирана. Симптоми су: интензиван страх, узнемиреност, очајање, несаница, кошмарни снови итд.